# Trofeo femminile Rugby Europe 2014
Il trofeo femminile Rugby Europe 2014 (in francese Trophée européen féminin de rugby à XV 2014) fu la 19ª edizione del torneo europeo di rugby a 15 femminile organizzato da Rugby Europe, fino all'anno prima nota come FIRA-AER.
Il trofeo, non valido per l'assegnazione del titolo di campione d'Europa, fu destinato alle squadre non partecipanti al Sei Nazioni femminile né qualificate alla Coppa del Mondo 2014; vi presero parte le formazioni di Belgio, Rep. Ceca, Paesi Bassi, Russia e Svizzera.
Il torneo si tenne a Waterloo, in Belgio, con un preliminare a Praga tra Repubblica Ceca e Svizzera vinto dalla squadra elvetica.
Le quattro squadre rimanenti si affrontarono tra il 30 ottobre e il 2 novembre 2014 con la formula della Final Four.
Le semifinali videro la vittoria di Paesi Bassi e Belgio rispettivamente su Svizzera e Russia; in finale prevalsero le rugbiste olandesi per 12-3.
Il terzo posto fu appannaggio della Russia che batté la Svizzera 31-24 con una meta nel tempo di recupero.

## Formula
Il torneo si svolse a eliminazione diretta con la formula della Final Four.
Essendo 5 le squadre iscritte, si disputò un preliminare tra Svizzera e Repubblica Ceca.
La vincitrice affiancò le altre tre in un torneo con semifinale e finali per il primo e il terzo posto, riservate rispettivamente alle vincitrici e alle sconfitte delle due semifinali.
Tutte le gare della Final Four si tennero allo Stade du Pachy di Waterloo.

## Squadre partecipanti
- Belgio
- Rep. Ceca
- Paesi Bassi
- Russia
- Svizzera

## Risultati
|  | Turno preliminare | Turno preliminare | Turno preliminare |          |             | Semifinali  | Semifinali  | Semifinali |  |  | Finale | Finale | Finale |  |
|  |                   |                   |                   |          |             |             |             |            |  |  |        |        |        |  |
|  |                   |                   |                   |          |             | Paesi Bassi | Paesi Bassi | 39         |  |  |        |        |        |  |
|  |                   |                   |                   |          |             | Paesi Bassi | Paesi Bassi | 39         |  |  |        |        |        |  |
|  |                   |                   | Svizzera          | Svizzera | 0           |             |             |            |  |  |        |        |        |  |
|  | Rep. Ceca         | Rep. Ceca         | Svizzera          | Svizzera | 0           | 3           |             |            |  |  |        |        |        |  |
|  | Rep. Ceca         | Rep. Ceca         |                   |          |             |             |             |            |  |  |        |        |        |  |
|  | Svizzera          | Svizzera          | 32                |          |             |             |             |            |  |  |        |        |        |  |
|  | Svizzera          | Svizzera          | 32                |          | Paesi Bassi | Paesi Bassi | 12          |            |  |  |        |        |        |  |
|  |                   |                   |                   |          |             |             |             |            |  |  |        |        |        |  |
|  |                   |                   | Belgio            | Belgio   | 3           |             |             |            |  |  |        |        |        |  |
|  |                   |                   |                   | Belgio   | 3           |             |             |            |  |  |        |        |        |  |
|  |                   |                   |                   |          |             |             |             |            |  |  |        |        |        |  |
|  |                   |                   |                   |          |             |             |             |            |  |  |        |        |        |  |
|  |                   | Russia            | Russia            | 7        |             |             |             |            |  |  |        |        |        |  |
|  |                   |                   |                   | 7        |             |             |             |            |  |  |        |        |        |  |
|  |                   |                   | Belgio            | Belgio   | 29          |             |             |            |  |  |        |        |        |  |

### Turno preliminare
| Arbitro: | Dana Teagarden |

|             |      |                                                       |
|             | mt   | 4’ Diener 17’ Munsterman 49’, 63’ Haymoz 67’ Casparis |
|             | tr   | 49’, 63’ Casparis                                     |
| Bendová 40’ | c.p. | 80’ Fux                                               |

### Semifinali
| Arbitro: | Filipa Jales |

|  |    |                                                                                    |
|  | mt | 12’ Draaisma 36’ Haverkorn 42’ Broer 47’ Kleinen 63’ v. Loon 68’ Putman 80’ Udding |
|  | tr | 12’ Beer 80’ Putman                                                                |

| Arbitro: | Nikki O'Donnell |

|               |    |                                                   |
| Bolšakova 23’ | mt | 8’ Stevins 16’, 77’ Blondiau 34’ Pien 60’ Portier |
| Gavriljuk 23’ | tr | 34’, 60’ Pien                                     |

### Finale per il 3º posto
| Arbitro: | Filipa Jales |

|                                          |    |                                                                      |
| Martinot 11’ Duss 23’ Haymoz 39’ Fux 58’ | mt | 3’ Berlizova 29’ Matveeva 51’ Kerženceva 53’ Teslenko 80’ Stoliarova |
| Fux 11’, 39’                             | tr | 3’, 29’, 80’ Bolšakova                                               |

### Finale
| Arbitro: | Nikki O'Donnell |

|                            |      |             |
| Nieuwenhuis 24’ Udding 43’ | mt   |             |
| Enthoven 24’               | tr   |             |
|                            | c.p. | 11’ Stevins |